# Алитус арена
Алитус арена (литв. Alytaus arena) је универзална арена у Алитусу, Литванија. Реконструкција арене је почела 2009. године, а била је завршена до краја 2010. Арена је званично отворена 12. фебруара 2011, а биће домаћин групе Ц на Европском првенству у кошарци која се игра од 31. августа до 5. септембра 2011. године.